# سنتز تری‌آزین بامبرگر
سنتز تری‌آزین بامبرگر (انگلیسی: Bamberger triazine synthesis) گونه‌ای از سنتز آلی در شیمی آلی است که طی آن ترکیبات تری‌آزین تولید می‌شود. این واکنش نخستین بار در سال ۱۸۹۲ توسط اویگن بامبرگر کشف و توصیف شد.